# گروه پارلمانی پان‌ایرانیست
گروه پارلمانی پان‌ایرانیست یک انجمن حزبی از حزب پان ایرانیست در مجلس شورای ملی بود.

## تاریخچه
این گروه با جدایی از حزب رستاخیز در ۲۹ خرداد ۱۳۵۷ با چهار عضو رسماً احیا شد.

### کرسی‌ها
| سال‌ها     | صندلی‌ها  | تغییرات | منبع  |
| --------- | -------- | ------- | ----- |
| ۱۳۴۵–۱۳۵۰ | ۵ از ۲۱۹ | بی‌تغییر | [ ۲ ] |
| ۱۳۵۰–۱۳۵۶ | ۰ از ۲۶۸ | ۵       |       |
| ۱۳۵۶–۱۳۵۷ | ۴ از ۲۶۸ | ۴       | [ ۳ ] |

### اعضا
| # | نام                  | حوزه انتخابیه | سال‌ها     | یادداشت  |
| - | -------------------- | ------------- | --------- | -------- |
| ۱ | محسن پزشکپور         | خرمشهر        | ۱۳۴۵–۱۳۵۰ | رهبر     |
| ۱ | محسن پزشکپور         | خرمشهر        | ۱۳۵۶–۱۳۵۷ | رهبر     |
| ۲ | محمدرضا عاملی تهرانی | مهاباد        | ۱۳۴۵–۱۳۵۰ |          |
| ۳ | اسماعیل فریور        | ارومیه        | ۱۳۴۵–۱۳۵۰ |          |
| ۴ | فضل‌الله صدر          | قم            | ۱۳۴۵–۱۳۵۰ | اخراج شد |
| ۵ | هوشنگ طالع           | رودسر         | ۱۳۴۵–۱۳۵۰ |          |
| ۶ | پرویز ظفری           | نهاوند        | ۱۳۵۶–۱۳۵۷ |          |
| ۷ | منوچهر یزدی          | اردکان        | ۱۳۵۶–۱۳۵۷ |          |
| ۸ | حسین طبیب            | بوشهر         | ۱۳۵۶–۱۳۵۷ |          |